# Institución Correccional Federal, Englewood
Institución Correccional Federal, Englewood (Federal Correctional Institution, Englewood o FCI Englewood) es una prisión federal en una área no incorporada del Condado de Jefferson, Colorado, Estados Unidos. Como parte de la Agencia Federal de Prisiones (BOP por sus siglas en inglés), se encuentra a 15 millas al suroeste de Denver. Como parte de la Agencia Federal de Prisiones (BOP por sus siglas en inglés), tiene una dirección postal que dice "Littleton, Colorado" y un nombre de Englewood (Colorado), pero no está en proximidad a ningún lugar.

## Prisioneros notables
- Rod Blagojevich[4]
- Jared Fogle[5]
- Jeffrey Skilling[6]